# Sint-Martinuskerk (Etzel)
De protestants-lutherse Sint-Martinuskerk (St. Martinus-Kirche) staat in Etzel in de Oost-Friese gemeente Friedeburg (Nedersaksen). De zaalkerk werd in de eerste helft van de 13e eeuw gebouwd.

## Geschiedenis
Uit opgravingen in 1974 is gebleken dat aan de kerk twee houten voorgangers voorafgingen, die beide door brand werden verwoest. De oudste delen van de huidige aan Martinus van Tours gewijde kerk worden op 1240 gedateerd.
Het romaanse kerkje werd van bakstenen op een fundament van granieten blokken opgetrokken. De aanvankelijke apsis schijnt herhaaldelijk ingestort en dan weer herbouwd te zijn, hetgeen aan de oostelijke gevel goed te zien is. Aan de oostelijke gevel valt ook nog de grote boog van de voormalige apsis in de tegenwoordig dichtgemetselde muur af te lezen. De rondboogportalen in de noordelijke en zuidelijke muur werden later eveneens dichtgemetseld.
Tijdens de reformatie ging de gemeente over tot de lutherse leer. Nadat het gebouw tegen het einde van de 16e eeuw door blikseminslag zware schade opliep en het dak en de inventaris aan vlammen ten prooi viel, werd de kerk in 1612 drie meter korter herbouwd. In 1829 werden alle ramen veranderd en de tegenwoordige westelijke ingang ingebroken. Om een drempelvrije toegang te realiseren werd in 2005 de noordelijke ingang weer gereconstrueerd.
De vrijstaande met een dakruiter bekroonde klokkentoren stamt uit 1666. De toren heeft oorspronkelijk een poortfunctie en staat 15 meter westelijk van de kerk. Tot 1914 hingen er twee klokken. Eén daarvan werd in de Eerste Wereldoorlog omgesmolten. Een in 1934 gegoten klok moest in de Tweede Wereldoorlog worden afgegeven.

## Interieur

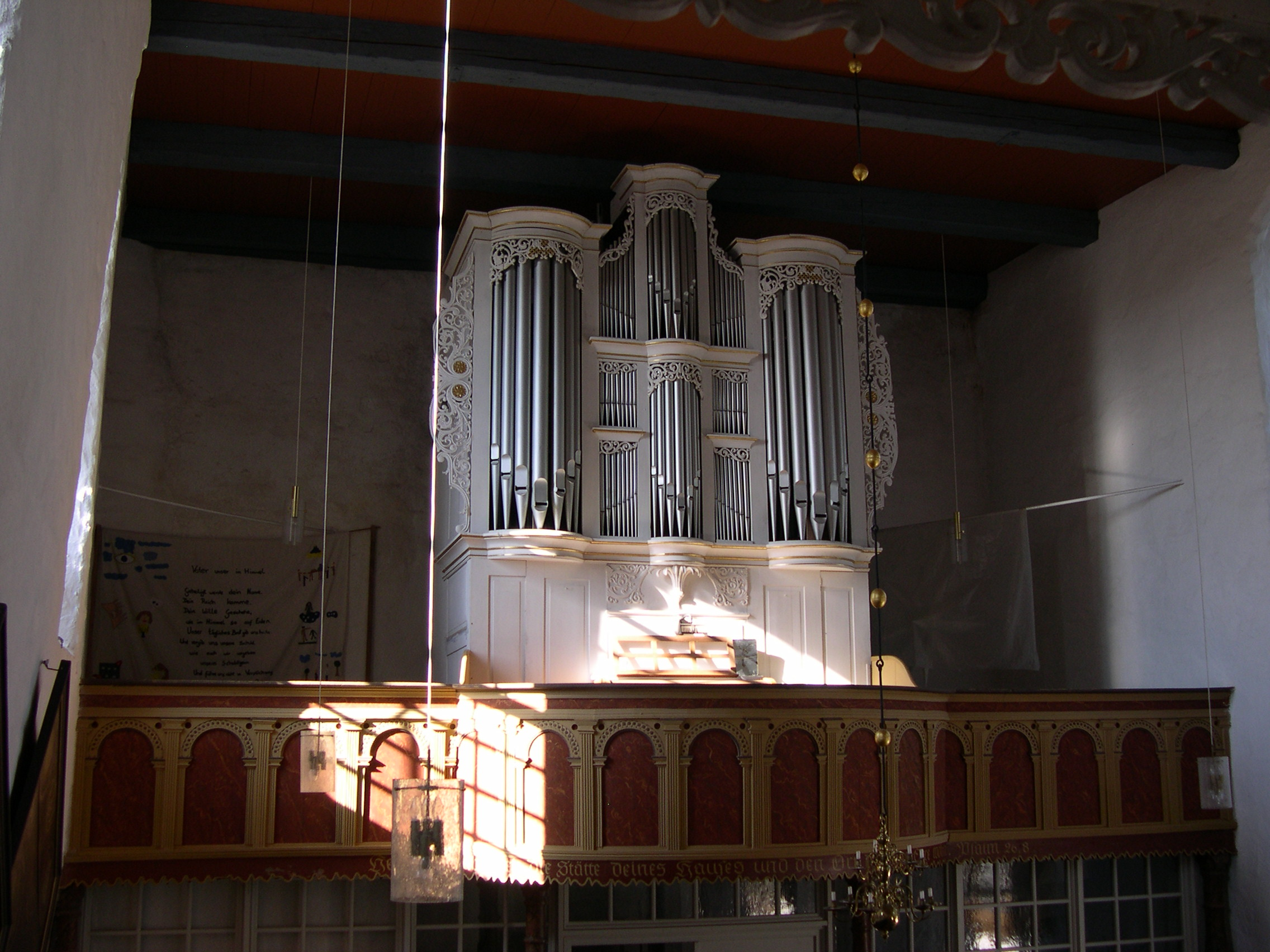
Orgel

Het interieur wordt boven door een vlak balkenplafond afgesloten en heeft nooit gewelven gekend.
In de kerk staat een rijk versierd altaar uit 1711, dat tot het plafond reikt. Het werd geschonken door het kinderloze echtpaar Johann Hinrich Wilcken-Gretcke Folkers. Op de predella wordt de geboorte van Jezus uitgebeeld, daarboven bevindt zich tussen twee gedraaide zuilen de hoofdvoorstelling van het Avondmaal en vervolgens is er een kruisigingsscène en ten slotte de opstanding van Christus te zien. Het altaar is versierd met uitbundig houtsnijwerk. Het relatief late jaartal 1714 heeft het vermoeden doen reizen dat het altaarstuk oorspronkelijk voor Esens werd gebouwd en pas in 1714 naar Etzel werd overgebracht. Aan het altaarhek zijn de beide hervormers Johannes Hus en Maarten Luther met een gans resp. een zwaan aangebracht.
Ook de door Hinrich Cröpelin gebouwde kansel met het grote klankbord en de trap is rijkelijk van houtsnijwerk voorzien. Tussen de gedraaide zuilen bevinden zich velden met de voorstellingen van de evangelisten. Aan de noordelijke muur bevinden zich de achterkant van een ouder retabel uit 1617, dat is voorzien met teksten uit de Lutherse catechismus.
De drie messing kroonluchters werden in de jaren 1660, 1675 en 1726 geschonken. Tot de vasa sacra behoren een in 1687 geschonken kelk en een pateen uit 1694.
Het achthoekige houten doopvont met een tinnen schaal en een messing afsluiting werd in 1713 door de uit Etzel afkomstige Albertus Seba geschonken. Ook twee schilderijen,'getekend met Petter van Alfem den 30. Oct 1713, werden door Seba geschonken.

## Orgel
Van het orgel dat door Gerd Sieben Janssen in 1862-1864 werd gebouwd bleef slechts de orgelkas bewaard. Het instrument werd in 1928 door de firma P. Furtwängler & Hammer vervangen. Het pneumatische instrument werd in 2007 door Bartelt Immer grondig gerenoveerd.